# Neoptodes caicus
Neoptodes caicus är en fjärilsart som beskrevs av William Schaus 1914. Neoptodes caicus ingår i släktet Neoptodes och familjen nattflyn. Inga underarter finns listade i Catalogue of Life.